# Anticoli Corrado
Anticoli Corrado est une commune italienne de la ville métropolitaine de Rome Capitale dans la région du Latium en Italie.

## Administration
| Période                                  | Période | Identité | Étiquette | Qualité |
| ---------------------------------------- | ------- | -------- | --------- | ------- |
|                                          |         |          |           |         |
| Les données manquantes sont à compléter. |         |          |           |         |

### Communes limitrophes
Mandela, Marano Equo, Rocca Canterano, Roviano, Saracinesco

## Personnalités
- Maurice Asselin (1882-1947), artiste peintre, aima Anticoli Corrado et y effectua deux séjours, en 1908 et 1910.